# 경주 남산 삼릉계 마애석가여래좌상
경주 남산 삼릉계 마애석가여래좌상(慶州 南山 三陵溪 磨崖石迦如來坐像)은 대한민국 경상북도 경주시 남산의 삼릉계곡에 있는, 마애 석가여래상이다. 1982년 2월 24일 경상북도의 유형문화재 제158호로 지정되었다.

## 특징
경주 남산의 삼릉계곡에 있는 이 마애불상은 석가여래를 새겼으며, 6미터에 이른다.

## 사진

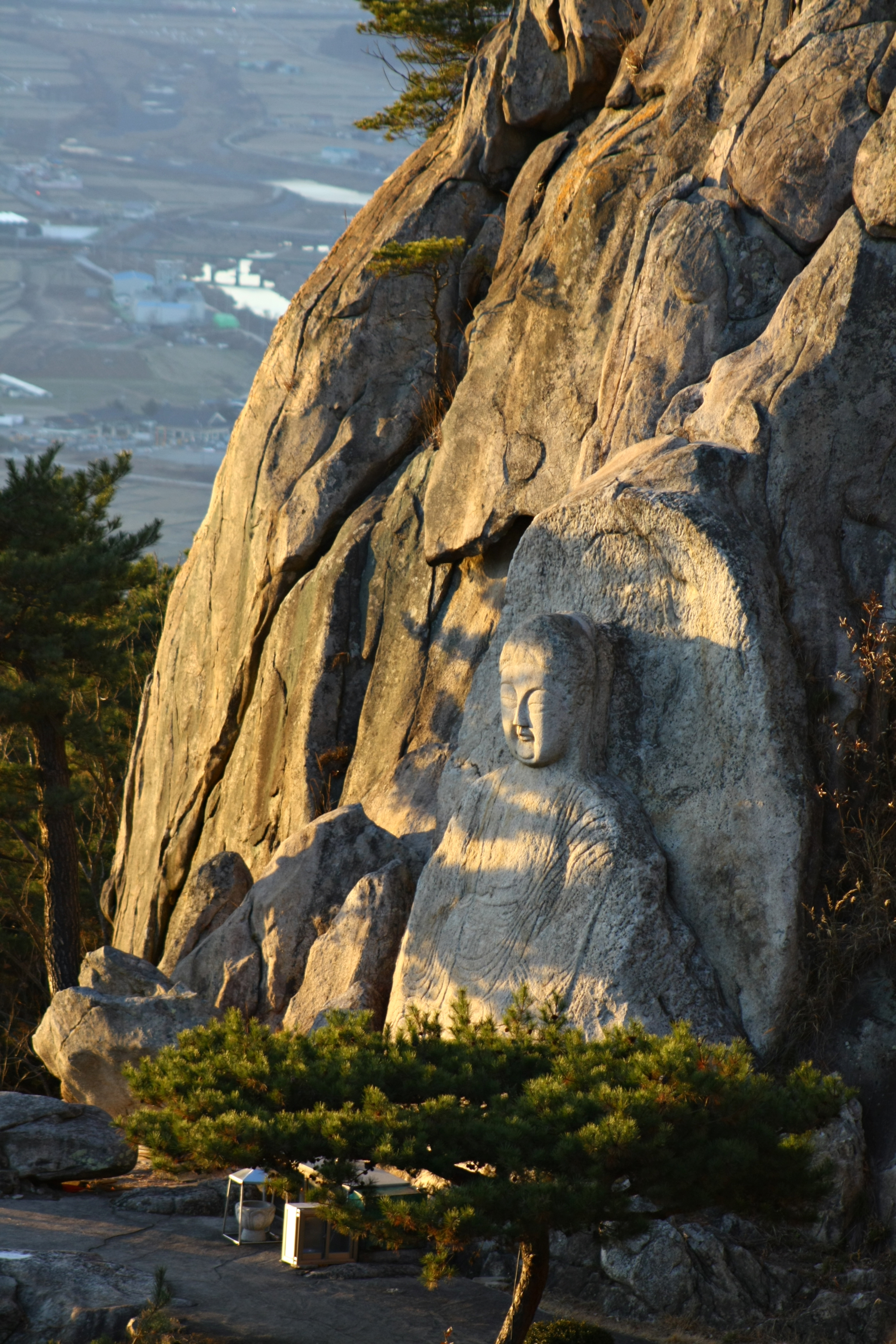
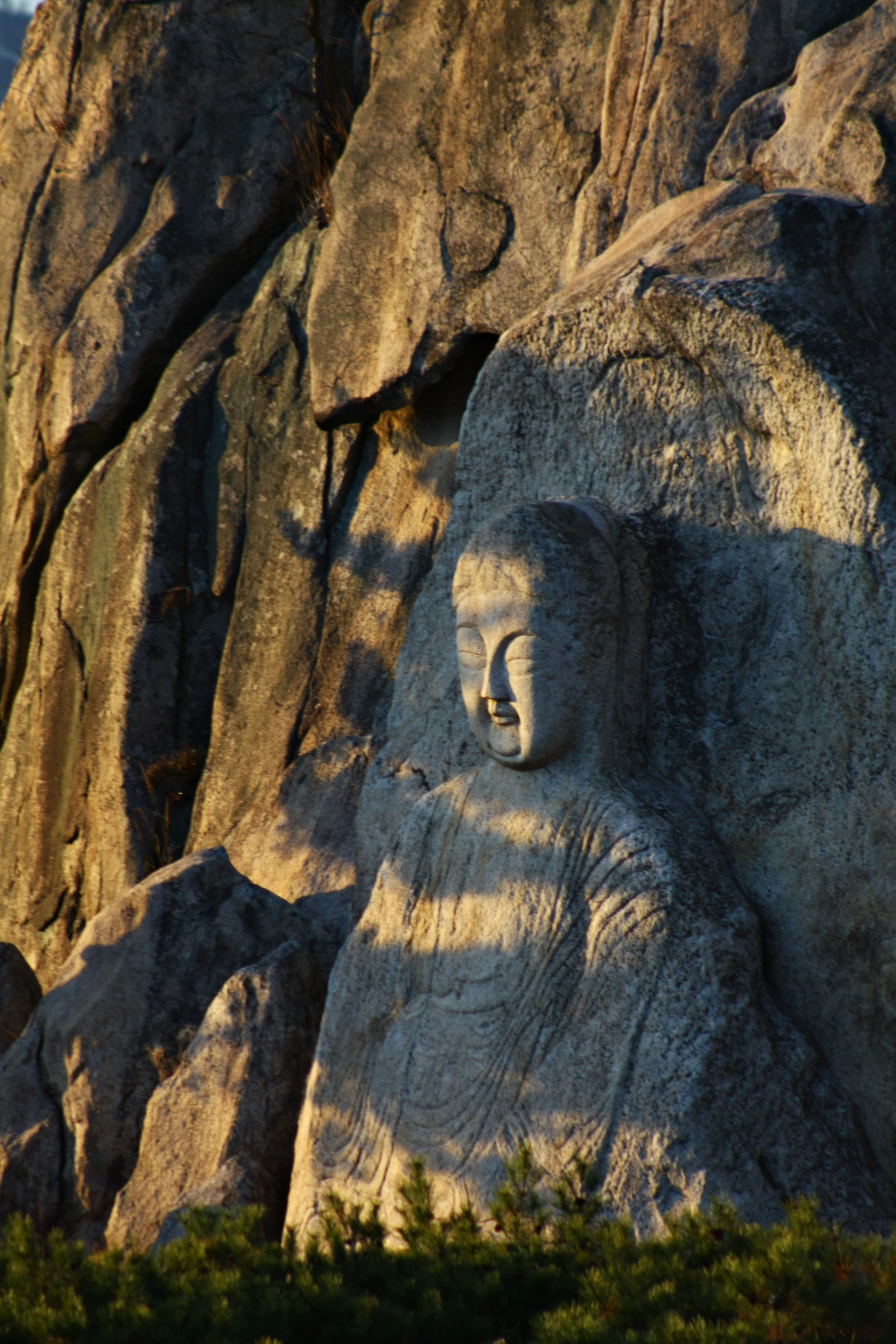
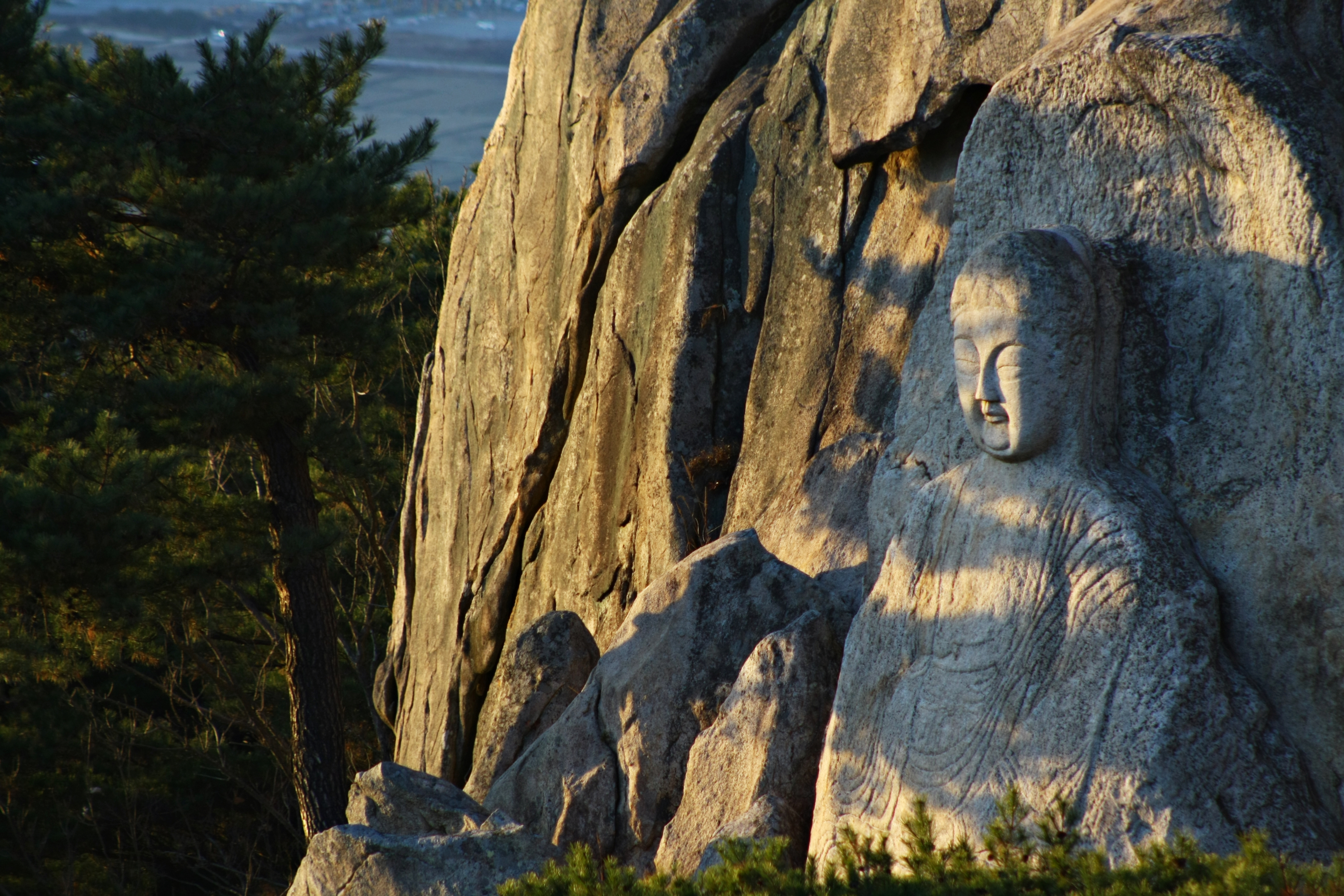
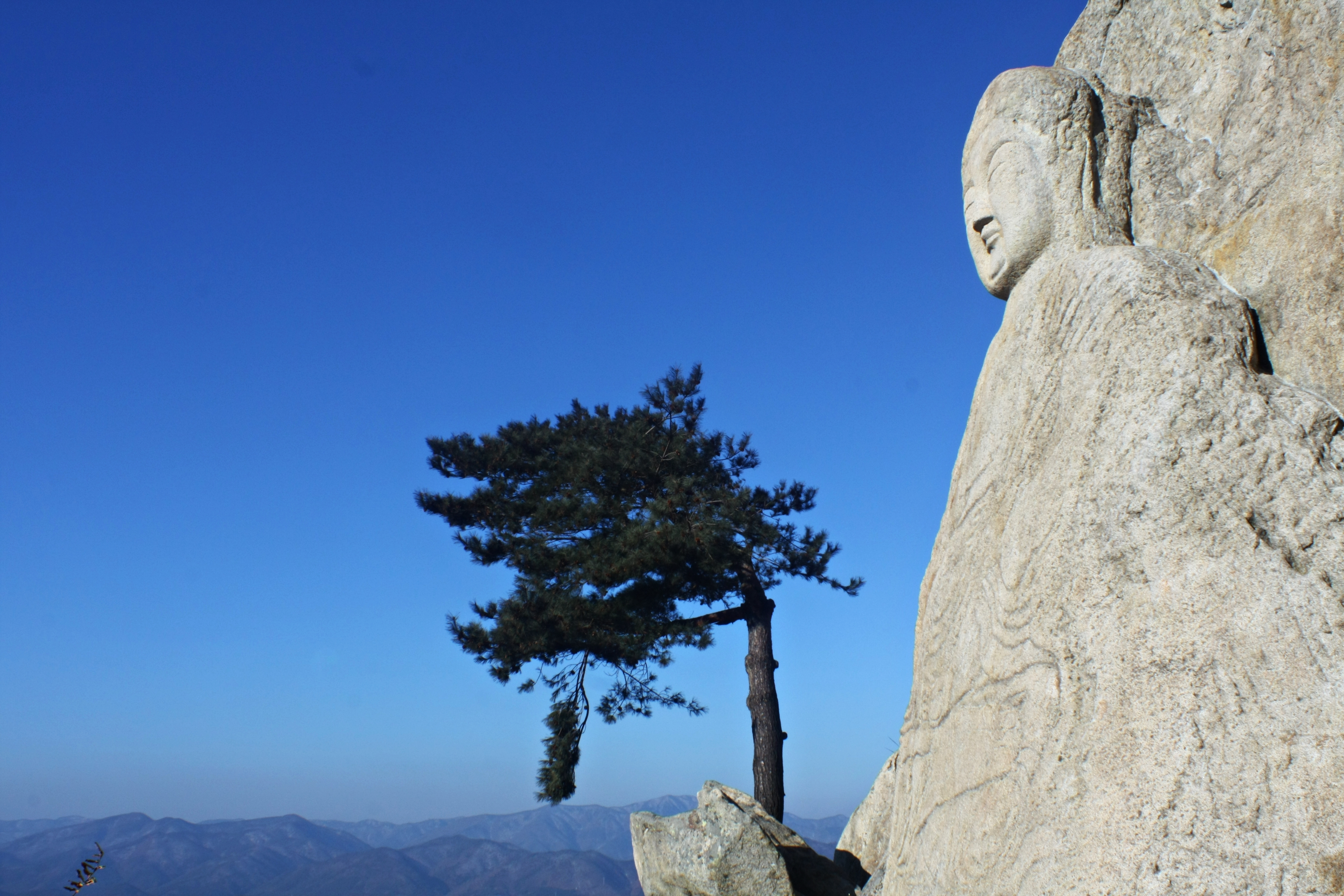
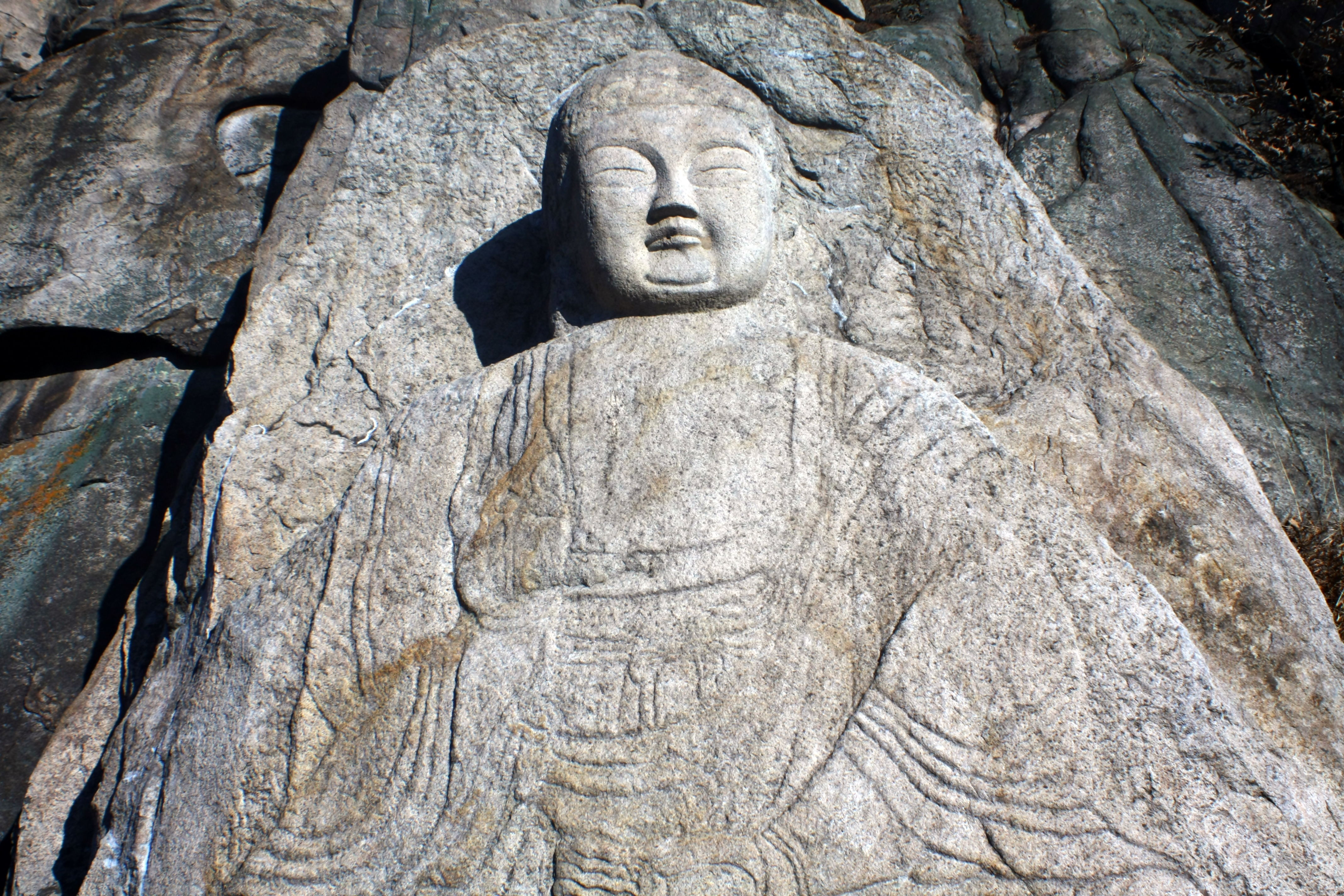

## 참고 자료
- 삼릉계곡마애석가여래좌상 - 국가유산청 국가유산포털